# عبد الواحد نيازوف
عبد الواحد صالحوفيتش نيازوف (23 أبريل 1969)، هو رجل أعمال روسي وناشط اجتماعي وسياسي إسلامي. كان رئيسًا للمركز الثقافي الإسلامي في روسيا، والقسم العام لمجلس المفتين الروسي.

## حياته
ولد نيازوف واسمه الأصلي فاديم فاليريانوفيتش ميدفيديف في 23 أبريل 1969 في أومسك. خدم في قوات الهندسة والبناء في خط بايكال-آمور الرئيس [الإنجليزية] بعد تخرجه من المدرسة الثانوية. في عام 1990 بدأ الدراسة في معهد موسكو للتاريخ والأرشيف إلا أنه لم يكمل دراسته.
في أبريل 1991، أصبح نيازوف رئيسًا للمركز الثقافي الإسلامي في موسكو، والذي أعيد تسميته في عام 1993 إلى المركز الثقافي الإسلامي لروسيا، والذي تم إنشاؤه بدعم مالي من سفارة المملكة العربية السعودية في موسكو. في فبراير 1994، أصبح نائبًا لرئيس اللجنة التنفيذية لمركز التنسيق الأعلى للمديريات الروحية لمسلمي روسيا. وفي مايو 1995، أصبح نيازوف رئيسًا مشاركًا لاتحاد مسلمي روسيا. وفي خريف عام 1998، انتخب رئيسًا لمجلس الحركة الاجتماعية السياسية لعموم روسيا "الرخاء". في 19 ديسمبر 1999، تم انتخاب نيازوف نائبًا في الدورة الثالثة لمجلس الدوما كجزء من الكتلة الانتخابية لـ "حركة الوحدة الأقاليمية ("الدب")"، في القائمة الفيدرالية لاتحاد مسلمي روسيا. عمل نائبًا لرئيس لجنة مجلس الدوما المعنية بتنظيم وتنظيم عمل مجلس الدوما. إلا أنه تم طرده لاحقًا من الفصيل بسبب ما وصف بتصريحات استفزازية داعمة لتطرف والإرهاب الإسلامي العالمي، خاصة فيما يتعلق بالصراع الفلسطيني الإسرائيلي خلال الانتفاضة الثانية.
في مايو 2001، تولى نيازوف منصب رئيس المجلس السياسي لـ "الحزب الأوراسي - اتحاد الوطنيين في روسيا". بحلول أواخر عام 2007، أصبح نيازوف رئيسًا لحركة "المسلمون لدعم الرئيس بوتين". وفي عام 2011، انتخب رئيسًا فخريًا للمبادرة الدولية "عالم السلام"، التي تهدف إلى إنشاء شبكة اجتماعية للمسلمين وفقًا لمعايير الشريعة الإسلامية. وعلى الرغم من ثلاث سنوات من التطوير والاستثمار الكبير في التسويق، تم إغلاق الموقع في عام 2015 بسبب مشكلات النسخ الاحتياطي والتمويل. يتولى نيازوف منذ عام 2018 منصب رئيس المنتدى الإسلامي الأوروبي.

## قالوا عنه
دامير غازيتولين النائب الأول لرئيس مجلس المفتين في روسيا:
| عبد الواحد نيازوف | إن المركز الثقافي الإسلامي في روسيا، ليس فقط الممثل للقسم الاجتماعي لمجلس المفتين، بل هو أحد أقدم المؤسسات العامة للمسلمين في روسيا الاتحادية. إن هذا المركز لما يقرب من عقدين، منها خلال السنوات القليلة الماضية قد كان الجناح الاجتماعي لمجلس المفتين في روسيا. إن المركز ينفذ باستمرار مشاريع واسعة النطاق لتوحيد المجتمع الروسي المسلم، ويقوم بنشر في المجتمع الروسي الصورة الحقيقية للإسلام. إن رئيس المركز عبد الواحد نيازوف هو واحد من الشخصيات العامة من ذوي الخبرة والأكثر فعالية في الأمة الإسلامية في روسيا. ونحن ممتنون لأنه لا يدخر قوته، ويعمل بجد في مجال التوعية الإسلامية. خلال هذه السنوات المركز الإسلامي وبالمساعدة المباشرة من نيازوف، نفذت العشرات من الفعاليات وعزز الاتصالات البناءة مع زعماء العالم الإسلامي. لقد ساهم الأخ نيازوف لسنوات عديدة في عملية السلام في منطقة القوقاز، والتقارب بين القادة المسلمين في روسيا، وتطوير الحوار بين الأديان والأعراق. نحن على ثقة بأن المسلمين في روسيا يعرفون من هو المتحمس الحقيقي للعمل في طريق الله لما فيه خير الأمة والمجتمع الروسي بأسره وأن هذه العملية التاريخية التي لطالم انتظرها مسلمو روسيا لاستكمال توحيد المجتمع المسلم في روسيا ستعزز تنمية مجتمعنا وتعزيز قدرة الوطن | عبد الواحد نيازوف |

إسماعيل بيرديف، رئيس المركز التنسيقي لمسلمي شمال القوقاز، ورئيس الإدارة الروحية لمسلمي تشيركيسيا قراتشاي، ومنطقة ستافروبول
| عبد الواحد نيازوف | في ما يخص عبد الواحد نيازوف، تجدر الإشارة إلى أن المركز الثقافي الإسلامي في روسيا هو جزء من الجناح الاجتماعي لمجلس المفتين العامة في روسيا، ونيازوف هو الرجل الذي عينه رئيس مجلس المفتين راوي عين الدين لتمثيل مصالح المجلس ومساعدته في المفاوضات مع الكيانات الروحية الأخرى، والمنظمات المجتمعية والقيادات الدينية وغيرها. عبد الواحد نيازوف وخلال السنوات السابقة كان له عمل لا يصدق لصالح الإسلام في روسيا. عشرات ومئات المؤتمرات والاجتماعات مع الزعماء الدينيين والسياسيين والشخصيات العامة، كل هذا تم إنجازه بفضل الطاقة اللامحدودة وقدرته على إيجاد لغة مشتركة مع الناس، وإقامة اتصالات والتوفيق بين الأشقاء. | عبد الواحد نيازوف |

مقدس بيبرسوف، رئيس الإدارة الروحية لمنطقة ساراتوف والرئيس المشارك لمجلس المفتين في روسيا
| عبد الواحد نيازوف | عبد الواحد نيازوف هو الزعيم الشرعي لأقدم منظمة إسلامية في روسيا وهي المركز الثقافي الإسلامي في روسيا الذي تأسس في عام 1991. المركز هو الجناح العام لمجلس المفتين في روسيا. مع العلن أن إدراج هذا الهيكل في مجلس المفتين كان جماعيا في أحد اجتماعات المجلس، ومعناه أنه اكتسب بذلك الموافقة من الجزء الرئيسي من المفتين التابعين لمجلس المفتين في روسيا. يقوم المركز الثقافي الإسلامي في روسيا بالكثير من العمل لإحياء الإسلام والقيادات الإسلامية، الذين ليسوا متوفرين إلى حد الآن في بلدنا على نطاق واسع بمستوى عبد الواحد نيازوف. | عبد الواحد نيازوف |

نفيع الله عشيروف، رئيس الإدارة الروحية للمنطقة الآسوية لروسيا، والرئيس المشارك في مجلس المفتين في روسيا
| عبد الواحد نيازوف | توحيد المراكز الدينية المسلمة هو ما يتوق إليه غالبية المسلمين. هذه الوحدة مطلوبة وضرورية. إن العمل الذي يؤديه عبد الواحد نيازوف بالنسبة للأمة مفيد وضروري. | عبد الواحد نيازوف |

أحمد عبد اللايف، رئيس الإدارة الروحية في جمهورية داغستان
| عبد الواحد نيازوف | في الفترة التي عرفن فيها أخي عبد الواحد نيازوف، لم أر منه أي شيء غير الرغبة في إفادة المجتمع المسلم في البلاد. انه حقا يشعر بالقلق على مصير المسلمين والإسلام في بلادنا، ويبذل قصارى جهده لتغيير أوضاعهم نحو الأفضل. انه يقوم بنشاط على تشجيع الإدارات الروحية لتحقيق فهم أفضل وللوحدة. ومثالا على ذلك خلال زيارته الاخيرة إلى داغستان، فقد تكلم معنا بأسى عميق عن مشكلة إغلاق المساجد السنية في أذربيجان وهو ما يدل على انه يهتم بصدق بشؤون الأمة. | عبد الواحد نيازوف |

علي يفتييف'، رئيس الإدارة الروحية لجمهورية شمال أوسيتيا- ألانيا
| عبد الواحد نيازوف | عبد الواحد نيازوف هو رئيس المركز الثقافي الإسلامي في روسيا والجناح العام لمجلس المفتين، وبالتالي كل ما يقوم بهمن أعمال تتم بعلم ومباركة من رئيس مجلس المفتين راوي عين الدين. إن نيازوف يعبر عن موقف المجلس، وليس وجهة نظره الخاصة ويجب أن ينظر إليها كأوامر شخصية من راوي عين الدين. بخصوص مشاركته في عملية التوحيد للإدارات الروحية المركزية، فأحب أن أشكر عبد الواحد نيازوف للنشاط الذي قام به لتوحيد المسلمين في روسيا. إنه شخصية محبة للعمل ورجل كادح وهو بالفعل يتألم ويعمل كل ما بوسعه لتوحيد الأمة المسلمة في بلدنا | عبد الواحد نيازوف |

رشيد خاليكوف، رئيس الإدارة الروحية لجمهورية موردوفيا
| عبد الواحد نيازوف | في ما يتعلق بعبد الواحد نيازوف، فلا يمكن لأحد أن ينكر أنه كان واحدا من أوائل الذين حملوا مبادرة طلعت تاج الدين للوحدة وبذل الجهد لتحقيق هذا الهدف العظيم. لكن نيازوف لا يفعل ذلك ممثلا لشخصه وإنما كرئيسا للجناح العام لمجلس المفتين في روسيا، وبموافقة شخصية من عين الدين الذي، في رأيي، هو زعيم المسلمين في روسيا بلا منازع. | عبد الواحد نيازوف |

منصور جلال الدينوف، الإمام المحتسب في مدينة قازان
| عبد الواحد نيازوف | إذا قلت بأن أخي عبد الواحد نيازوف يلعب دورا إيجابيا في شؤون المجتمع المسلم في روسيا فهذا لا يعبر عن حقيقة ما يفعله. إنني أعرف أخي عبد الواحد من بداية التسعينات، وأحترمه احتراما كبيرا. لا بد لي من القول بأن الأمة المسلمة في روسيا لديها نقص كبير في مثل هذه الشخصيات الفعالة والحديثية، الذين ينجحوا في إقامة اتصالات مع المسؤولين الحكوميين والنواب والزعماء الدينيين. وهنا أحب أن أركز على الأحداث الأخيرة، فعندما سمع نداء طلعت تاج الدين حول الوحدة، كان عبد الواحد نيازوف أول من تحرك في هذا الجانب، حيث قام بناء على تعليمات من راوي عين الدين رئيس مجلس المفتين بدراسة إمكانية وآفاق إقامة مثل هذا الاتحاد. عبد الواحد نيازوف وقف موقفا صلبا حول ضرورة تحقيق وحدة المسلمين في روسيا | عبد الواحد نيازوف |

أنار بيك يونوسوف، رئيس الأئمة في محتسبية بمدينة أومسك في الإدارة الروحية للمنطقة الآسوية لروسيا
| عبد الواحد نيازوف | إنني أعرف أخي وابن بلدنا عبد الواحد نيازوف منذ زمن بعيد. لقد فعل الكثير ليس فقط بالنسبة للمسلمين في المنطقة، ولكن أيضا لتصبح واحدة من أكبر المنظمات الإسلامية في روسيا وهي الإدارة الروحية لمسلمي روسيا في المنطقة الآسيوية | عبد الواحد نيازوف |

## الروابط
- سلام وورد في اروبا
- السيد عبد الواحد نيازوف يتحدث حول انفجارات موسكو على يوتيوب
- احتجاج على قرار بناء مسجد في موسكو
- رئيس المركز الثقافي الإسلامي في روسيا يدعو إلى تعزيز العلاقات بين مسلمى الصين وروسيا